# Mvuba
Le mvuba est une langue soudanique centrale orientale parlée dans le nord-est de la République démocratique du Congo et en Ouganda.

## Dialectes
Glottolog liste deux dialectes du mvuba :
- Amengi
- Mvaba propre